# Municipio de Lemont
El municipio de Lemont (en inglés: Lemont Township) es un municipio ubicado en el condado de Cook en el estado estadounidense de Illinois. En el año 2010 tenía una población de 21 113 habitantes y una densidad poblacional de 386,74 personas por km².

## Geografía
Según la Oficina del Censo de los Estados Unidos, el municipio tiene una superficie total de 54.59 km², de la cual 52.87 km² corresponden a tierra firme y (3.15%) 1.72 km² es agua.

## Demografía
Según el censo de 2010, había 21 113 personas residiendo en el municipio de Lemont. La densidad de población era de 386,74 hab./km². De los 21113 habitantes, el municipio de Lemont estaba compuesto por el 95.52% blancos, el 0.55% eran afroamericanos, el 0.12% eran amerindios, el 1.74% eran asiáticos, el 0.01% eran isleños del Pacífico, el 0.92% eran de otras razas y el 1.13% pertenecían a dos o más razas. Del total de la población el 5.08% eran hispanos o latinos de cualquier raza.